# Майкув (Свентокшиське воєводство)
Майкув (пол. Majków) — село в Польщі, у гміні Скаржисько-Косьцельне Скаржиського повіту Свентокшиського воєводства.
Населення — 959 осіб (2011).

## Демографія
Демографічна структура на день 31 березня 2011 року:
|          | Загалом | Допрацездатний вік | Працездатний вік | Постпрацездатний вік |
| -------- | ------- | ------------------ | ---------------- | -------------------- |
| Чоловіки | 470     | 89                 | 323              | 58                   |
| Жінки    | 489     | 81                 | 270              | 138                  |
| Разом    | 959     | 170                | 593              | 196                  |